# Homalaspis plana
Homalaspis plana is een krabbensoort uit de familie van de Platyxanthidae. De wetenschappelijke naam van de soort is voor het eerst geldig gepubliceerd in 1834 door H. Milne Edwards.